# Indiana Pacers

Az Indiana Pacers indianai profi kosárlabdacsapat, amely az NBA-ben a Keleti főcsoportban, a Központi csoportban játszik. Székhelyük Indianapolis. A Pacers 1967-ben  alapult az American Basketball Association (ABA) tagjaként és 1976-ban került az NBA-be az ABA és az NBA egyesülésének eredményeként. A hazai játszmáikat a Bankers Life Fieldhouse-ban játsszák. A csapat névadója Indiana történetében az indianapolisi 500-as gyorsasági autók és a lószerszám gyártó iparág volt. A csapat 3 bajnokságot nyert, mindet az ABA-ban. A Pacers volt a keleti főcsoportgyőztes 2000-ben az NBA-ben. 9 csoport címet nyertek. 5 játékosuk került a hírességek csarnokába (Hall of Fame): – Reggie Miller, Chris Mullin, Alex English, Mel Daniels, andRoger Brown.